# Spirit in Flames
Spirit in Flames è il quinto album in studio del gruppo musicale Cancer, pubblicato nel 2005 dalla Copro Records.

## Tracce
1. Insides Out – 2:56
2. Mindless Reactions – 3:27
3. Spirit in Flames – 3:54
4. Hell House – 6:54
5. Solar Prophecy – 7:28
6. Devil's Playground – 3:28
7. Fistula – 3:21
8. Seance – 3:53
9. Ouija – 3:42

## Formazione
- John Walker - voce, chitarra
- Dave Leitch - chitarra
- Adam Richardson - basso
- Carl Stokes - batteria